# Marikoppa
Der Marikoppa ist ein 1840 m hoher Berg auf Südgeorgien. In der Allardyce Range ragt er zwischen dem Larssen Peak und dem Paulsen Peak auf.
Der South Georgia Survey nahm zwischen 1951 und 1952 Vermessungen des Bergs vor. Sein Name, der vor Ort bekannt ist und 1950 durch den norwegischen Walfangunternehmer Harald B. Paulsen (1898–1951) Verwendung fand, stammt aus dem Finnischen. Das Wort Koppa bedeutet so viel wie „Korb mit Deckel“.